# 'A CUBE' FOR SEASON GREEN
〈'A CUBE' FOR SEASON # GREEN〉은 4계절을 테마로 한 'A CUBE' FOR SEASON 프로젝트의 첫 번째 싱글이며, 2012년 3월 14일에 발매된 싱글이며, 비스트의 양요섭과 에이핑크의 정은지의 컬래버레이션 곡이다. 2021년 3월 5일에 네이버 웹툰 “바른연애 길잡이”의 컬래버레이션으로 2021년 버전으로 리메이크되어서 발매되었다.

## 개요
- 봄을 테마로 한 음반이다.[2]
- 정은지 목소리만을 담은 PANDA 버전과 양요섭 목소리만을 담은 B2UTY 버전이 같이 수록되어있다.

## 수록곡
전체 작사: 김이나. 전체 작곡: 김건우. 전체 편곡: 김건우, 송기홍
| #  | 제목                      | 노래           | 재생 시간 |
| -- | ------------------------- | -------------- | --------- |
| 1. | 〈LOVE DAY〉              | 양요섭, 정은지 |           |
| 2. | 〈LOVE DAY〉 (B2UTY Ver.) | 양요섭         |           |
| 3. | 〈LOVE DAY〉 (PANDA Ver.) | 정은지         |           |

### 내용주
1. ↑  양요섭은 비스트가 하이라이트의 이름으로 변경된 후이기 때문에 2012년 버전의 하이라이트의 양요섭으로 표기되어 있는 인물은 같은 인물이다.

### 참조주
1. ↑  이동헌 (2021년 3월 1일). “양요섭·정은지, 9년만에 듀엣 입맞춤…네이버웹툰 '바른연애 길잡이' 컬래버 음원 공개”. 《뉴스웍스》. 2021년 3월 1일에 확인함.
2. ↑  김은구 (2012년 3월 14일). “양요섭-정은지 '러브 데이', "황홀한 화이트데이 선물" 찬사”. 이데일리. 2015년 6월 1일에 확인함.